# Taylorsville (Kentucky)
Taylorsville is een plaats (city) in de Amerikaanse staat Kentucky, en valt bestuurlijk gezien onder Spencer County.

## Demografie
Bij de volkstelling in 2000 werd het aantal inwoners vastgesteld op 1009.
In 2006 is het aantal inwoners door het United States Census Bureau geschat op 1198, een stijging van 189 (18,7%).

## Geografie
Volgens het United States Census Bureau beslaat de plaats een oppervlakte van
1,9 km², geheel bestaande uit land. Taylorsville ligt op ongeveer 171 m boven zeeniveau.

## Plaatsen in de nabije omgeving
De onderstaande figuur toont nabijgelegen plaatsen in een straal van 24 km rond Taylorsville.

## Geboren
- Andrew J. Offutt (1934–2013), fantasy- en sciencefictionschrijver